# Calciatore dell'anno (Cecoslovacchia)
Calciatore cecoslovacco dell'anno fu un premio calcistico assegnato dal giornale sportivo Stadion al miglior giocatore cecoslovacco dell'anno solare, tra il 1965 e il 1992.

## Albo d'oro

### Calciatore dell'anno
- 1965 - Ján Popluhár,  Slovan Bratislava
- 1966 - Josef Masopust,  Dukla Praga
- 1967 - Ján Geleta,  Dukla Praga
- 1968 - Ivo Viktor,  Dukla Praga
- 1969 - Ladislav Kuna,  Spartak Trnava
- 1970 - Karol Dobiaš,  Spartak Trnava
- 1971 - Karol Dobiaš,  Spartak Trnava
- 1972 - Ivo Viktor,  Dukla Praga
- 1973 - Ivo Viktor,  Dukla Praga
- 1974 - Ján Pivarník,  Slovan Bratislava
- 1975 - Ivo Viktor,  Dukla Praga
- 1976 - Ivo Viktor,  Dukla Praga
- 1977 - Karel Kroupa,  Zbrojovka Brno
- 1978 - Zdeněk Nehoda,  Dukla Praga

- 1979 - Zdeněk Nehoda,  Dukla Praga
- 1980 - Antonín Panenka,  Bohemians Praga
- 1981 - Ján Kozák,  Dukla Praga
- 1982 - Jan Fiala,  Dukla Praga
- 1983 - Ladislav Vízek,  Dukla Praga
- 1984 - Jan Berger,  Dukla Praga
- 1985 - Ladislav Vízek,  Dukla Praga/ Le Havre
- 1986 - Jozef Chovanec,  Sparta Praga
- 1987 - Ivan Hašek,  Sparta Praga
- 1988 - Ivan Hašek,  Sparta Praga
- 1989 - Michal Bílek,  Sparta Praga
- 1990 - Ján Kocian,  St. Pauli
- 1991 - Tomáš Skuhravý,  Genoa
- 1992 - Ľubomír Moravčík,  Saint-Étienne

### Talento dell'anno
- 1982 - Milan Luhový,  Slovan Bratislava
- 1983 - Luděk Kovačík,  Vítkovice
- 1984 - Dušan Vrťo,  Senica
- 1985 - Petr Kostelník,  Dukla Praga
- 1986 - Václav Němeček,  Sparta ČKD Praga
- 1987 - Milan Lednický,  Plastika Nitra
- 1989 - Norbert Juračka,  Dukla B.B.

### Allenatore dell'anno
- 1985 - Karel Brückner  Sigma Olomouc
- 1986 - Ivan Kopecký  Vítkovice
- 1987 - Václav Ježek  Sparta ČKD Praga
- 1988 - Václav Ježek  Sparta ČKD Praga
- 1989 - Milan Máčala  Baník Ostrava OKD
- 1990 - Milan Máčala  Baník Ostrava OKD
- 1991 - Dušan Uhrin  Sparta Praga
- 1992 - Dušan Uhrin  Sparta Praga